# Ruská Nová Ves
Ruská Nová Ves (węg. Sósújfalu) – wieś (obec) na Słowacji położona w kraju preszowskim, w powiecie Preszów. Pierwsza pisemna wzmianka o miejscowości pochodzi z roku 1423.